# Bad Boy Records
Bad Boy Records (tidigare Bad Boy Entertainment) är ett hiphop-skivbolag med artister från den amerikanska östkusten, framför allt New York. Bolaget grundades 1993 av Sean "P Diddy" Combs, och är idag ett dotterbolag till Warner Music Group.

## Kustrivalitet
I kriget mellan hiphop-rörelserna på USA:s öst- och västkust under mitten av 90-talet representerade Bad Boy östkusten och Death Row Records västkusten. Death Row Records, bildat 1991 av Suge Knight och Dr Dre, hade dominerat gangster rap-genren sedan Dr Dres klassiska The Chronic, och skivbolagsledningen tog inte lätt på konkurrensen från New York. Fejden kulminerade i dödsskjutningarna av Tupac Shakur (Death Row) i september 1996 och Notorious B.I.G. (Bad Boy) i mars 1997.

## Artister

### Bad Boy Entertainment
- Diddy
- Aasim
- B5
- Babs
- Black Rob
- Cassie
- Cheri Dennis
- Thelma Guyton
- Shannon Jones
- Jordan McCoy
- Ness
- Mario Winans
- Christian Daniel
- G-Dep
- Mark Curry

### Bad Boy South
- Eightball & MJG
- Big Gee
- Boyz N Da Hood
- Yung Joc

## Tidigare artister
- Tupac Shakur
- The Notorious B.I.G.
- 112
- Dream
- Faith Evans
- Foxy Brown
- Jadakiss
- The L.O.X
- Loon
- Craig Mack
- Tammy Ruggeri
- Sheek Louch
- Shyne
- Sammy "I'm So Hood" Smith
- Styles P
- Carl Thomas
- Total
- Mase
- New Edition